# Boldu
Boldu – wieś w Rumunii, w okręgu Buzău, w gminie Boldu. W 2011 roku liczyła 2380 mieszkańców.